# Xereix pota de gall
El xereix pota de gall (Echinochloa crus-galli) és un tipus d’herba silvestre que es va originar a l’Àsia tropical i que abans estava classificada dins del gènere panicum. Pot fer entre 60 a 150 cm d’alt i té les fulles de color porpra a la seva base. La majoria de les tiges són erectes però algunes s’estenen per terra. Les panícules sovint són de color porpra amb llavors grosses similars a les del mill en espiguetes.
És considerada com una de les pitjors males herbes del món. S’emport fins al 80% del nitrogen disponible al sòl. El seu alt nivell de nitrats pot enverinar els animals de la ramaderia. també actua com a hoste dels virus del mosaic Les infestacions altes poden interferir en la collita mecanitzada.
Una sola planta pot produir fins a 40.000 llavors per any. Les llavors són dispersades per l'l'aigua, pels ococells i d'altres animals, i per la maquinària.

## Usos
De vegades es cultiva com farratge fins i tot s’ensitja però no se’n fa farroig. La palla d’aquesta planta es conserva fins a 6 anys. També es fa servir per poder plantar alguna cosa en terres salines o alcalines, com es fa a Egipte.
En temps d’escassedat d’aliment els humans s’han menjat les seves llavors les quals han servit per adulterar el fonoll. Les arrels es fan servir a les Filipines. Els brots joves es mengen com una verdura, per exemple a Java. També es fan servir les parts de la planta en medicina popular.
Echinochloa esculenta és una planta cultivada que és una forma domesticada d’E. crus-galli.

## Malalties i plagues
Té infeccions fúngiques causades per Bipolaris oryzae.

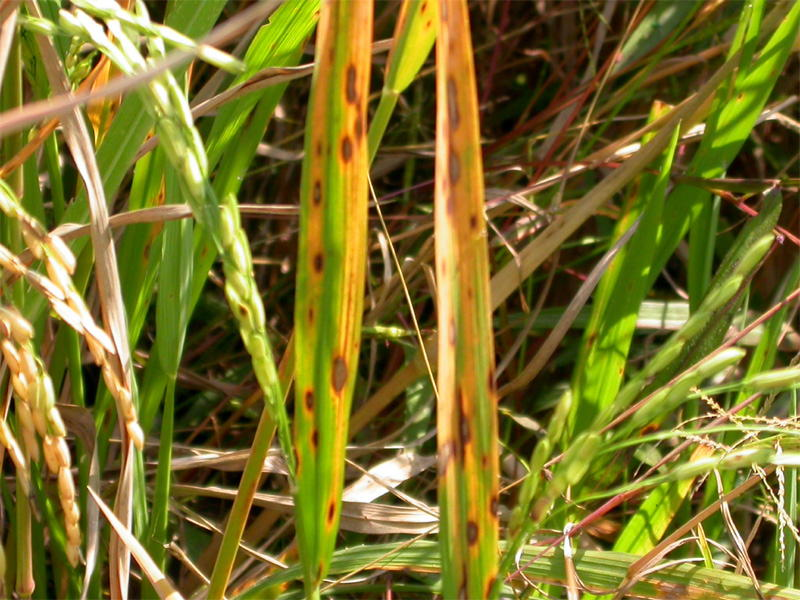
Taca marró (Bipolaris oryzae)

## Siinònims
- Panicum crus-galli L.